# Gian Pieretti
Gian Pieretti, pseudonimo di Dante Luca Pieretti (Ponte Buggianese, 12 maggio 1940), è un cantautore, compositore e paroliere italiano.

## Biografia

### Gli inizi
Nasce a Ponte Buggianese, in provincia di Pistoia, il 12 maggio 1940. Dopo essersi trasferito a Milano nel 1959, inizia a suonare in un gruppo, I Satelliti, che accompagna Ricky Gianco, e a comporre canzoni insieme a Gianco, che le incide; durante una serie di serate in Belgio ha modo di ascoltare una canzone di Salvatore Adamo (con cui si esibiscono in una manifestazione) che in quel periodo riscuote molto successo, Amour perdu. Ritornato in Italia, firma un contratto con la Vedette e incide la canzone del cantautore belga nel 1963 in un 45 giri inciso con lo pseudonimo Perry, con il titolo Perduto amor.

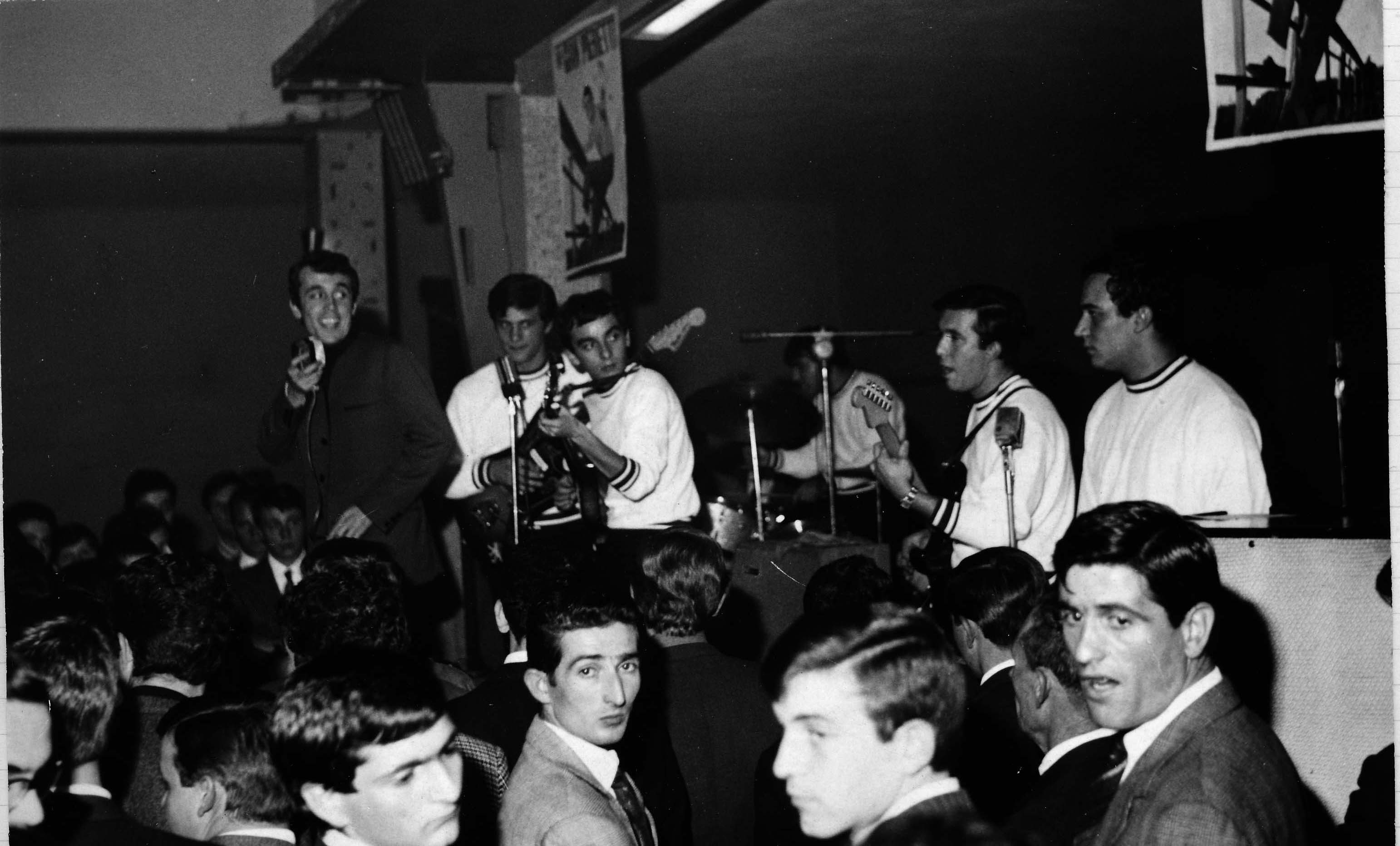
Una delle prime esibizioni di Gian Pieretti con i Grifoni (1964)

Con alcune modifiche alla musica, il brano viene firmato da Pieretti e Gianco. Il disco contiene sul lato B una canzone scritta dai due musicisti, Uno strano ragazzo, che è, dopo Coccinella di Ghigo Agosti, la prima canzone nella musica leggera italiana ad occuparsi di omosessualità. Dal secondo 45 giri in poi usa lo pseudonimo Gian Pieretti e comincia a far serate in proprio con un suo gruppo di accompagnamento, I Grifoni (che diventeranno, con qualche cambiamento nella formazione, i Quelli e, in seguito, la Premiata Forneria Marconi), con Roberto Frizzo alla chitarra (sostituito alla fine del 1965 da Giorgio Logiri). Questi primi singoli, a metà tra il beat ed il genere tipico dei cantautori, riscuotono un successo relativo: l'esplosione avviene nel 1966.

### Il successo
Pochi mesi prima ha avuto successo, anche in Italia, Donovan: Pieretti scrive con Ricky Gianco una canzone che musicalmente si ispira alle melodie del cantore d'oltremanica e che nel titolo cita uno dei primi brani di Donovan, Catch the wind: la canzone, che diventerà un classico degli anni '60, è Il vento dell'est e porta per la prima volta il cantautore nelle posizioni alte dell'hit-parade. Pieretti ha inoltre modo di conoscere personalmente Donovan, ed è proprio lui a fare il suo nome al celebre scrittore Jack Kerouac che, dopo aver ascoltato la canzone, lo vuole accanto a sé per un breve ciclo di conferenze-esibizioni improvvisate tenute a Milano, Roma e Napoli nell'ottobre dello stesso anno: ciò gli conferisce una credibilità ed uno spessore che lo pongono in un'area colta del beat italiano.
L'anno dopo partecipa al Festival di Sanremo in coppia con Antoine con Pietre, ancora una volta scritta con Gianco: la canzone, costruita sulla falsariga di Rainy Day Women No. 12 & 35 di Bob Dylan (pubblicata pochi mesi prima in Blonde on Blonde), nell'esecuzione dell'autore pone in risalto l'aspetto di canzone di protesta, mentre la versione dell'artista francese (che risulterà essere alla fine dell'anno la più venduta) trasforma il brano in una sorta di marcetta commerciale.

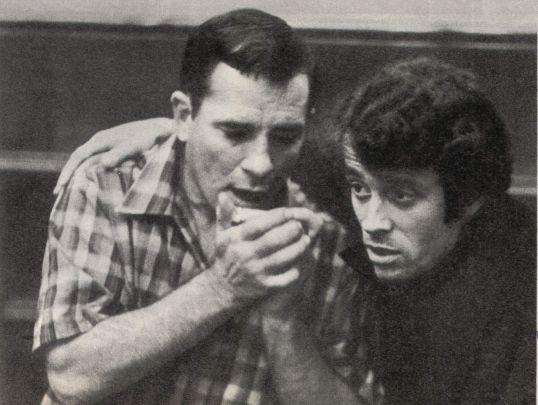
Gian Pieretti (a destra) con Jack Kerouac, durante una delle conferenze tenute insieme nell'ottobre del 1966

Sul retro Pieretti riprende una canzone, Via con il tempo, che aveva scritto per i Quelli: la loro incisione era più vicina al beat, mentre quella di Pieretti si caratterizza per le sonorità folk. Il successo, comunque, fa sì che la Vedette gli consenta la pubblicazione di un album, Se vuoi un consiglio, che oltre a racchiudere quasi tutti i 45 giri pubblicati, contiene qualche brano inedito. Altro successo dell'anno è Julie 367.008, con la musica caratterizzata dall'uso del sitar: una curiosità legata a questo brano è che il numero citato è quello del telefono di Dori Ghezzi, all'epoca amica del cantante.
In questo periodo si parla di Pieretti in alcune riviste per il suo fidanzamento con la segretaria del Clan Celentano, Grazia Letizia Veronese, che diventerà in seguito la moglie di Lucio Battisti.
Cambia poi casa discografica, passando alla Dischi Ricordi, dove continuano le canzoni di successo come Felicità felicità, che partecipa al Cantagiro 1968, e Celeste, che partecipa alla stessa manifestazione l'anno successivo, canzone stranamente simile ad Atlantis di Donovan, che era stata già pubblicata in Gran Bretagna nel novembre del 1968.

Pubblica il secondo album, Il viaggio celeste di Gian Pieretti, nel 1969.

### Autore per altri artisti
Nello stesso periodo Gian Pieretti scrive anche molte canzoni di successo per altri artisti: Nel ristorante di Alice, cantata dall'Equipe 84, è la più nota, ma ve ne sono anche molte altre meno conosciute ma altrettanto interessanti, come Miss Ann e Piove sul mondo per Rebecca e C, due canzoni acustiche basate su chitarra e flauto. Da ricordare anche Accidenti per Rocky Roberts e Il Supergruppo, che partecipa al Festival di Sanremo 1970 (e verrà incisa anche da Il Balletto di Bronzo), Ti voglio per Donatello, Un viaggio in Inghilterra per I Nuovi Angeli, che partecipa al Festival di Sanremo 1972 e Domani domani per Laura Luca (cantante da lui scoperta e prodotta), che partecipa al Festival di Sanremo 1978.

### Il vestito rosa del mio amico Piero
I 45 giri successivi si allontanano sempre più dal beat per accostarsi decisamente allo stile dei cantautori, ma non riscuotono molto successo; ritorna anche nuovamente alla Vedette per un 45 giri, Motocross e Ho portato la mia vita fin qui, che passa inosservato. Nel 1973, però, la Ricordi gli fa pubblicare un concept album, Il vestito rosa del mio amico Piero, molto coraggioso: riprendendo le tematiche del 45 giri d'esordio, racconta la vicenda di un ragazzo omosessuale. Mai ristampato in Italia (è invece reperibile in CD in Giappone), è rimasto uno dei due album nella storia della canzone italiana ad affrontare questa tematica (l'altro è Come barchette in un tram di Alfredo Cohen, pubblicato comunque alcuni anni dopo). Ovviamente, a causa delle tematiche trattate, il disco non venne minimamente promosso e pubblicizzato e Pieretti non venne chiamato in nessuna trasmissione televisiva.

### L'attività di produttore
L'insuccesso del disco precedente causa l'allontanamento di Pieretti dalla Ricordi ed il suo passaggio alla Dig-It: il cantautore ha conosciuto Ivan Graziani e con il musicista lavora ad un album, Cianfrusaglie, pubblicato nel 1975: nel disco Graziani suona la chitarra, il banjo e il flauto, compone alcune musiche (tra cui quella di Francesca no e Il viola) e canta nei cori. Il disco, che contiene anche una versione di Harvest di Neil Young (intitolata Canada e pubblicata anche su 45 giri), passa inosservato. Da questo momento Pieretti si allontana dall'attività di cantautore e si dedica alla composizione per altri artisti ed alla produzione (per la già citata Laura Luca).

### Il ritorno in attività
Torna sul mercato solo nel 1989 con il disco Don Chisciotte che, pur non ottenendo successo di vendita, gli consente di riprendere l'attività dal vivo; viene inoltre chiamato come ospite in alcuni programmi di revival sugli anni 1960. Pubblica poi altri album, tra cui nel 1997 il live Caro Bob Dylan..., in cui propone anche una sua versione di Auschwitz di Francesco Guccini. Nel 1998 scrive e canta la sigla di apertura de Il processo alla tappa durante il Giro d'Italia, condotto da Claudio Ferretti, prima edizione moderna del programma televisivo condotto negli anni Sessanta da Sergio Zavoli. Tale sigla risultava introvabile fino al suo caricamento su YouTube.
Nel 2003 la sua canzone C'era un bel sole viene citata nel romanzo Il fasciocomunista di Antonio Pennacchi. Nel 2013 incide, insieme a Donatello e a Paki Canzi (il fondatore e cantante de I Nuovi Angeli) con la denominazione SOS la canzone Gaia, scritta dal cantautore Enzo Maolucci per il testo e da Marco Bonino per la musica; i tre avevano già collaborato in precedenza, realizzando nel 2009 lo spettacolo Beat Generation (con gli attori Duilio Martina, Renato Converso e Jessica Resteghini) in cui proponevano i successi del periodo beat alternati con letture di brani di Allen Ginsberg e Jack Kerouac. Il 25 settembre 2013 per festeggiare i cinquant'anni di carriera si tiene all'Auditorium di Mortara (località nei pressi della quale si è nel frattempo trasferito) un concerto a cui partecipano molti dei musicisti con cui ha collaborato Gian Pieretti, tra cui Ricky Gianco, Viola Valentino, Ivan Cattaneo, Marco Bonino, Mario Tessuto, Paki Canzi, Donatello, i Camaleonti ed Elisabetta Viviani.
Nel dicembre 2013 pubblica il suo nuovo album, Cinquant'anni da poeta, un doppio cd con un disco di brani nuovi arrangiati da Marco Bonino e un altro di vecchi successi riarrangiati dal chitarrista Claudio Damiani; l'album è stampato dalla Klasse Uno.
Nel 2016 e nel 2017 lavora a un nuovo album, intitolato Nobel, dedicato al repertorio di Bob Dylan, di cui traduce in italiano alcune canzoni; il disco viene bloccato per qualche tempo per ragioni editoriali e viene pubblicato nel 2019.

## Curiosità
Gian Pieretti ha giocato nella Nazionale Cantanti, già dalla sua seconda partita sperimentale del 2 ottobre 1975, contro la Nazionale Attori.

## Principali canzoni scritte da Gian Pieretti per altri artisti
| Anno | Titolo                         | Autori del testo                   | Autori della musica              | Interpreti                     |
| ---- | ------------------------------ | ---------------------------------- | -------------------------------- | ------------------------------ |
| 1964 | Nell'acqua salata              | Gian Pieretti                      | H. Tical                         | I Ragni                        |
| 1965 | Ho visto piangere un mio amico | Gian Pieretti                      | Ricky Gianco                     | Ricky Gianco                   |
| 1965 | Dimmi perché                   | Gian Pieretti                      | Ricky Gianco                     | Ricky Gianco                   |
| 1965 | Non è il caso                  | Gian Pieretti                      | Ricky Gianco                     | Ricky Gianco                   |
| 1965 | Complimenti Bernard            | Gian Pieretti                      | Ricky Gianco                     | Monica Sandri                  |
| 1966 | Via con il tempo               | Gian Pieretti e Andrea Lo Vecchio  | Ricky Gianco                     | Quelli                         |
| 1966 | Piove sul mondo                | Gian Pieretti                      | H. Tical                         | Rebecca & C                    |
| 1966 | Miss Ann                       | Gian Pieretti                      | Ricky Gianco                     | Rebecca & C                    |
| 1966 | Vi sembra giusto               | Gian Pieretti                      | Ricky Gianco                     | Meteors                        |
| 1966 | A capo chino                   | Gian Pieretti                      | Mick Jagger e Keith Richards     | Mark Richards                  |
| 1967 | Però                           | Gian Pieretti                      | Ricky Gianco                     | Bobby Solo                     |
| 1968 | I miei pensieri                | Gian Pieretti e Umberto Napolitano | Ricky Gianco                     | Bobby Solo                     |
| 1968 | Un passo dopo l'altro          | Gian Pieretti e Ricky Gianco       | Mary Unobskey e Donna Weiss      | Rosalba Archilletti            |
| 1968 | Nel ristorante di Alice        | Gian Pieretti e Mogol              | Ricky Gianco e Maurizio Vandelli | Equipe 84                      |
| 1968 | Finalmente                     | Gian Pieretti                      | Ricky Gianco e Gianni Sanjust    | Wilma Goich                    |
| 1968 | Come una caramella             | Gian Pieretti                      | Ricky Gianco                     | Nessuno e i Soliti Ignoti      |
| 1970 | Accidenti                      | Gian Pieretti                      | Ricky Gianco                     | Il Supergruppo e Rocky Roberts |
| 1972 | Amore di gioventù              | Gian Pieretti                      | Ricky Gianco                     | Rosanna Fratello               |
| 1972 | Un viaggio in Inghilterra      | Gian Pieretti                      | Ricky Gianco                     | I Nuovi Angeli                 |
| 1972 | Una città nell'eternità        | Gian Pieretti                      | Ed Marshal                       | Nanni Rauco                    |
| 1978 | Domani Domani                  | Gian Pieretti                      | Gian Pieretti                    | Laura Luca                     |

## Discografia

### Singoli
- 1963 - Perduto amor/Uno strano ragazzo (inciso come Perry) (Vedette, VVN 33074)
- 1964 - Ciao/C'era un bel sole (Vedette, VVN 33079)
- 1965 - Aiutami tu/Senza te (Vedette, VVN 33084)
- 1966 - Io so già/Michela (Vedette, VVN 33091)
- 1966 - Il vento dell'est/Tutto al suo posto (Vedette, VVN 33113)
- 1967 - Pietre/Via con il tempo (Vedette, VVN 33129)
- 1967 - Julie 367.008/L'uomo senza forza (Vedette, VVN 33135)
- 1968 - Io sono tanto stanco/Strade bianche (Vedette, VVN 33146)
- 1968 - In un campo di fiori/Mao Mao (Dischi Ricordi, SRL 10.485)
- 1968 - Felicità felicità/Bla bla bla (Dischi Ricordi, SRL 10.493)
- 1969 - Canta ragazzo, canta/Lei (Dischi Ricordi, SRL 10.516)
- 1969 - Celeste/Hei tu, arrangiati un po' (Dischi Ricordi, SRL 10.537)
- 1970 - Viola d'amore/Una (Dischi Ricordi, SRL 10.589)
- 1971 - Sempre/Milano (Dischi Ricordi)
- 1971 - Io sono un Re/Non dimenticare (Dischi Ricordi)
- 1972 - Motocross/Ho portato la mia vita fin qui (Vedette, VVN 33341)
- 1973 - Come il volo di un'allodola/Il lavoro (Dischi Ricordi, SRL 10703)
- 1974 - Canada/Ragioni di vita/Io pazzo no (Dig-It, MM 0039; disco tris)
- 1974 - Aranciata/Piove piove (Dig-It, DG 1111)
- 1978 - Kinshasa /Kinshasa (Blue Jean BJ 610)
- 1979 - Il vento dell'est/Arabella (Apricot, VVN 33300)

### Album
- 1967 - Se vuoi un consiglio (Vedette, mono: VRM 36057; stereo: VRMS 357[11])
- 1969 - Il viaggio celeste di Gian Pieretti (Dischi Ricordi, SMRL 6068)
- 1973 - Il vestito rosa del mio amico Piero (Dischi Ricordi, SMRL 6112) Anche come CD: Demand CDSMRL 6112
- 1975 - Cianfrusaglie (Dig-It, MS 0004)
- 1989 - Don Chisciotte (New Enigma, NEM 47732)
- 1992 - Bang (Pull, PMC 20057)
- 1993 - Il vento dell'Est (Pull, PM 12040, antologia con nuove registrazioni; ristampato nel 1996 dalla Duck Records)
- 1995 - Il meglio di Gian Pieretti (	D.V. More Record, MC DV 5919)
- 1997 - Caro Bob Dylan... (Pull PCD 2109, dal vivo)
- 1999 - I singoli Vedette (On Sale Music, 52 OSM 044, antologia)
- 2005 - Flashback: I Grandi Successi Originali (BMG, 2 CD, antologia 1966-1973)
- 2005 - Il meglio (Joker Elegance, CD 7512; contiene 20 canzoni ri-masterizzate dai nastri analogici originali)
- 2010 - Se vuoi un consiglio (On Sale Music, 52 OSM 085; ristampa del 33 giri del 1967 con dieci bonus track)
- 2011 - Tatanka Yotanka (Pull/Soul Trade, STCD 1017)
- 2013 - Cinquant'anni da poeta (Klasse Uno, K1 CD1912)
- 2019 - Nobel (Tempest Disc, CL 1906)
- 2022 - Thank You![12]